# Thomas Van Caeneghem
Thomas Van Caeneghem (Wilrijk, 13 september 1991) is een Vlaamse acteur, bekend van Lisa en Familie.
Van Caeneghem studeerde in 2013 af aan de drama-afdeling van LUCA School of Arts in Leuven. Als acteur liep hij stage bij De Queeste (Een Vijand van het Volk) en Beeldsmederij De Maan (EXIT).
In 2012 kreeg Van Caeneghem zijn eerste gastrol in Witse en nadien volgden ook gastrollen in Binnenstebuiten en Vermist. In 2014 was hij een tijdje te zien als Bas Van Opwyck in Familie. Ook was hij te zien als Timothy in Allemaal Chris op VTM, een programma met Chris Van den Durpel en zijn typetjes. Verder speelde hij Tanguy in Gevoel voor tumor, had hij gastrollen in Professor T., Over water en Undercover. Van 2019 tot 2020 speelde hij Jeroen in de jeugdserie, Campus 12 en vanaf 2021 heeft hij een vaste rol als Lars Verdonck in de telenovela, Lisa. Die rol zou hij iets langer dan een jaar vertolken.
Van Caeneghem was tevens actief als liedjesschrijver voor Lieden op Zee. Hij vormde vervolgens de band Kids in the Waiting Room en bracht in 2019 de singles Parts en Basement uit. In oktober 2019 brachten ze een EP uit.
Van Caeneghem is ook al jaren actief als acteur in menig theaterproductie. Hij speelde onder andere voor Beeldsmederij de Maan (Exit, Alles is Liefde, Uilskuiken en Takkeling, Raya), De Kolonie NT (Onzen Held), Barre Weldaad (Billy de Kid), Collectief DNA (Trojaanse Helden) en anderen. Sinds 2020 speelt hij bij het Gentse productiehuis 4Hoog met de voorstelling Akke Akke Tuut. Vanaf de zomer van 2021 is hij daar ook te zien als een van de acteurs van de voorstelling Stok Paard Prins, twee producties waarvoor hij tevens ook de muziek componeerde.